# Falesie fossilifere di Joggins
Le Falesie fossilifere di Joggins sono un patrimonio dell'umanità dell'UNESCO situato in Canada. Fanno parte della lista dal luglio 2008.

## Descrizione
Joggins è famosa per i propri fossili databili all'epoca del periodo Carbonifero nota come Pennsylvaniano, attorno ai 310 milioni di anni fa. Le falesie sono costantemente esposte all'erosione degli agenti naturali del bacino di Cumberland. La fama di Joggins risale alla metà del XIX secolo, e venne visitata nel 1842 e nel 1852 da Sir Charles Lyell, fondatore della geologia moderna ed autore dei Principi di geologia. Nel suo Elementi di geologia (1871), Lyell proclama i reperti di Joggins il "miglior esempio del mondo".

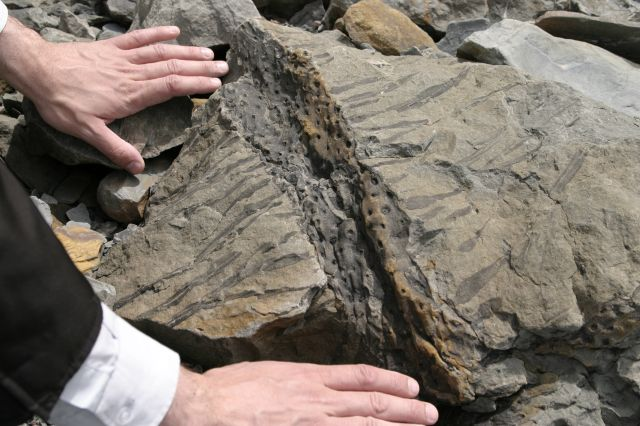
Impronta di una radice fossilizzata ritrovata nei pressi delle falesie di Joggins, Nuova Scozia

I fossili di Joggins appaiono anche nell'opera di Darwin intitolata L'origine delle specie, giocando un ruolo anche nel dibattito sull'evoluzione tenutosi ad Oxford nel 1860 tra il vescovo Wilberforce e Thomas Henry Huxley. Molti dei fossili ritrovati vennero scoperti dal geologo locale Sir William Dawson (1820-1899), che stilò una relazione in coppia con il proprio mentore, Sir Charles Lyell. Buona parte della collezione di Dawson si trova oggi presso il Redpath Museum della McGill University.
Nel 1852 Lyell e Dawson fecero una famosa scoperta riguardante un tetrapoda fossile nei pressi di un albero a Coal Mine Point. Le successive indagini di Dawson portarono alla scoperta di uno dei più importanti reperti fossili della storia, Hylonomus lyelli, che rimane tuttora il rettile più antico conosciuto, e addirittura il più antico amniota, il gruppo che racchiude vertebrati, rettili, dinosauri estinti, uccelli e mammiferi. Nel 2002 Hylonomus lyelli venne nominato "fossile provinciale della Nuova Scozia".
Si rinvengono talora piste fossili. Sul luogo si trovano anche le spore del Sigillaria, della famiglia dei Lycopodiophyta. Altri famosi geologi del XIX secolo hanno lavorato a Joggnis, tra cui Abraham Gesner, inventore del kerosene, e Sir William Logan, che misurò le falesie per conto del Geological Survey of Canada. Nel 2007 una striscia di costa lunga 15 km comprendente le Falesie venne nominata dall'UNESCO patrimonio dell'umanità, ed il 7 luglio 2008 è entrata ufficialmente a far parte della lista.